# Symphurus trifasciatus
Symphurus trifasciatus és un peix teleosti de la família dels cinoglòssids i de l'ordre dels pleuronectiformes que viu a l'oceà Índic (Golf d'Oman, Badia de Bengala i Sri Lanka).